# Praça Campuzano
A praça Campuzano ou praça de Emilio Campuzano é uma praça localizada na cidade de Bilbau na confluência entre as ruas Rodríguez Arias e Gregorio da Revilla. Localiza-se nas proximidades da Grande Via de Bilbao bem como do Parque de Doña Casilda, entre a praça Moyúa e a praça do Sagrado Coração de Jesús.

## História
A praça Campuzano foi construída em 1930, em homenagem a Emilio Campuzano y Abad de Caula, engenheiro e professor da Escola de Artes e Ofícios que instalou em Bilbau as primeiras conexões telefônicas. Em 2006 essa praça foi reformada. O novo desenho mantém a emblemática fonte central, desenhada pelo arquiteto municipal Germán Aguirre Urrutia, mas com algumas ampliações.

## Meios de transporte
A estação de Indautxu do metro de Bilbao liga a praça ao subúrbio.